# 京广铁路
京广铁路，全称北京—广州铁路，是中华人民共和国一条从北京市通往广东省广州市的铁路，线路编号0001，全长2,269.3（1,410.1英里）（北京丰台站至广州站），全线为I級双线电气化铁路，是中国重要的南北方向铁路干线之一，也是中国铁路「八纵八横」铁路网主骨架的建构策略中「八纵」之一京广通道的一部分。其由近代中国两条干线京汉铁路及粤汉铁路合并而成，连接了首都北京、五座省会城市，以及数十座大中城市，并与多条铁路相接。
现时，京广铁路北京市和河北省境内线路（即北京丰台站至柏庄站区间）由北京局集团管辖，河南省北部和中部路段（即安阳站至小商桥站区间）由郑州局集团管辖，河南省南部以及湖北省境内路段（即孟庙站至蒲圻站区间）由武汉局集团管辖，湖南省和广东省境内线路（即茶岭站至广州站区间）由广州局集团管辖。
京广铁路自线路连成以来一直在高负荷运输状态，铁路部门亦几度将线路扩能改造，诸如增加二线、电气化、线路裁弯取直等。京广铁路上的大多数客运列车和货运列车已经採用电力机车牵引。经过多次提速改造，自1997年中国铁路第一次大提速起至今日，北京往返广州间旅客列车从一开始的电力机车牵引，到今日的动车组列车（即D35/36次列车），列车运行时间已由过去近40小时缩短到22小时。

## 线路概况
京广铁路是由1957年通车的武汉长江大桥连接原京汉铁路（北京至汉口）和原粤汉铁路（武昌至广州）而成。
线路自北京铁路枢纽中的北京丰台站出发向西，在卢沟桥附近跨过永定河，继而一路向南，在琉璃河以南进入河北省，纵贯华北平原中的太行山东部平原，跨越多条河流、经过保定，最终进入石家庄铁路枢纽。出石家庄枢纽后继续向南，跨越多条河流、经过邢台、邯郸，在讲武城跨过漳河后进入河南省，经过安阳、鹤壁、新乡，在郑州利用郑焦城际铁路黄河大桥跨越黄河进入郑州铁路枢纽。出郑州枢纽向南，在郑州至信阳间纵贯豫南平原，途径许昌、漯河、驻马店，跨淮河至信阳。此后线路进入大别山区的谷地丘陵地带并一路爬升至鸡公山岭脊武胜关垭口省界进入湖北省，过垭口下降至孝子店附近进入鄂北丘陵地带。在丘陵中途径随州的广水，过王家店进入江汉平原，经过孝感后在滠口进入汉口。
北京至武汉一段大部分地处华北平原，地质条件较好，大部分路段最高速度可达160km/h且经过高速化改造，具备开行动力分散动车组条件，但在雨季易发生水害淹没线路路基影响线路安全。
线路出武昌站后继续在江汉平原南部的长江南岸平原走行，经过咸宁后进入长江南岸丘陵，在赵李桥镇附近进入湖南省，并在岳阳进入洞庭湖平原，尔后沿着洞庭湖东岸南下，直至长沙铁路枢纽。出长沙枢纽后沿湘江右岸溯上，途径株洲铁路枢纽进湘中丘陵，经过衡山东侧，进入衡阳铁路枢纽。自衡阳而出，过郴州即进入南岭山区，在白石渡跨越湘粤省界桥进入广东省最终至粤北重镇坪石。过坪石后线路利用大瑶山隧道穿过大瑶山，此段是旧粵汉铁路段最为险要之处。最后在韶关顺武江—北江顺下至珠江三角洲平原，直至终点广州铁路枢纽中的广州站。
武汉至广州段在武昌至长沙间经过湖沼平原地带，在株洲以下则经过湘中丘陵、南岭山区，地质条件较差，提速改造难度大。尤其是通过大瑶山南岭前后路段，由于大瑶山隧道病害等原因长期制约，速度至今落后于其它区间。另外在这种线路条件下，雨季也易導致列車延誤乃至线路中断。

## 历史

### 通道形成

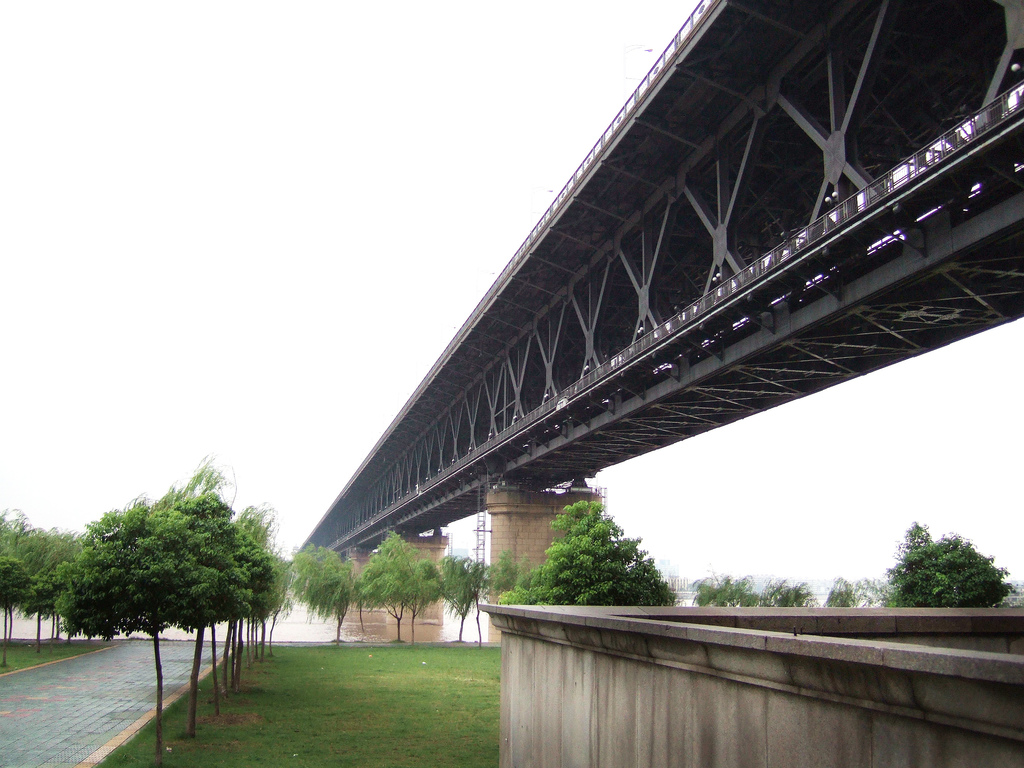
武汉长江大桥连通了京汉、粤汉铁路，随后不久线路改名京广铁路

京广铁路原分为北南两段，以长江为界，分别为京汉铁路和粤汉铁路。
京汉铁路，起自北京迄至武汉三镇的汉口，最初称为“卢汉铁路”（卢沟桥至汉口），全长1214.5公里，是清政府为图自强、实现近代化而兴筑的一条纵贯南北的大干线，1906年4月1日全通。1927年至1949年间，因北京改称北平，京汉铁路也改称“平汉铁路”。1949年中華人民共和國成立后，恢复京汉铁路之名。
粤汉铁路，起自广州迄至武汉三镇的武昌，途径广东省、湖南省和湖北省，全長1095.6公里。线路从1900年开始动工，但由于资金紧张，一直到1910年才有实质性的进展；又由于沿线地质复杂、局势动荡，铁路只能分为若干段修筑、通车，一直到1936年才全线贯通。
两段铁路起初互不相通，直至1937年3月，武昌徐家棚站（今武昌北站）与长江北岸的汉口江岸站（今江岸站）之间的铁路轮渡通航，令列车能够由广州直达北京。1957年10月15日武汉长江大桥通车后，京汉铁路和粤汉铁路两条铁路通过大桥联络线接轨，当年11月11日，合并京汉、粤汉两路及大桥联络线为京广铁路。

### 复线建设

#### 旧京汉铁路沿线

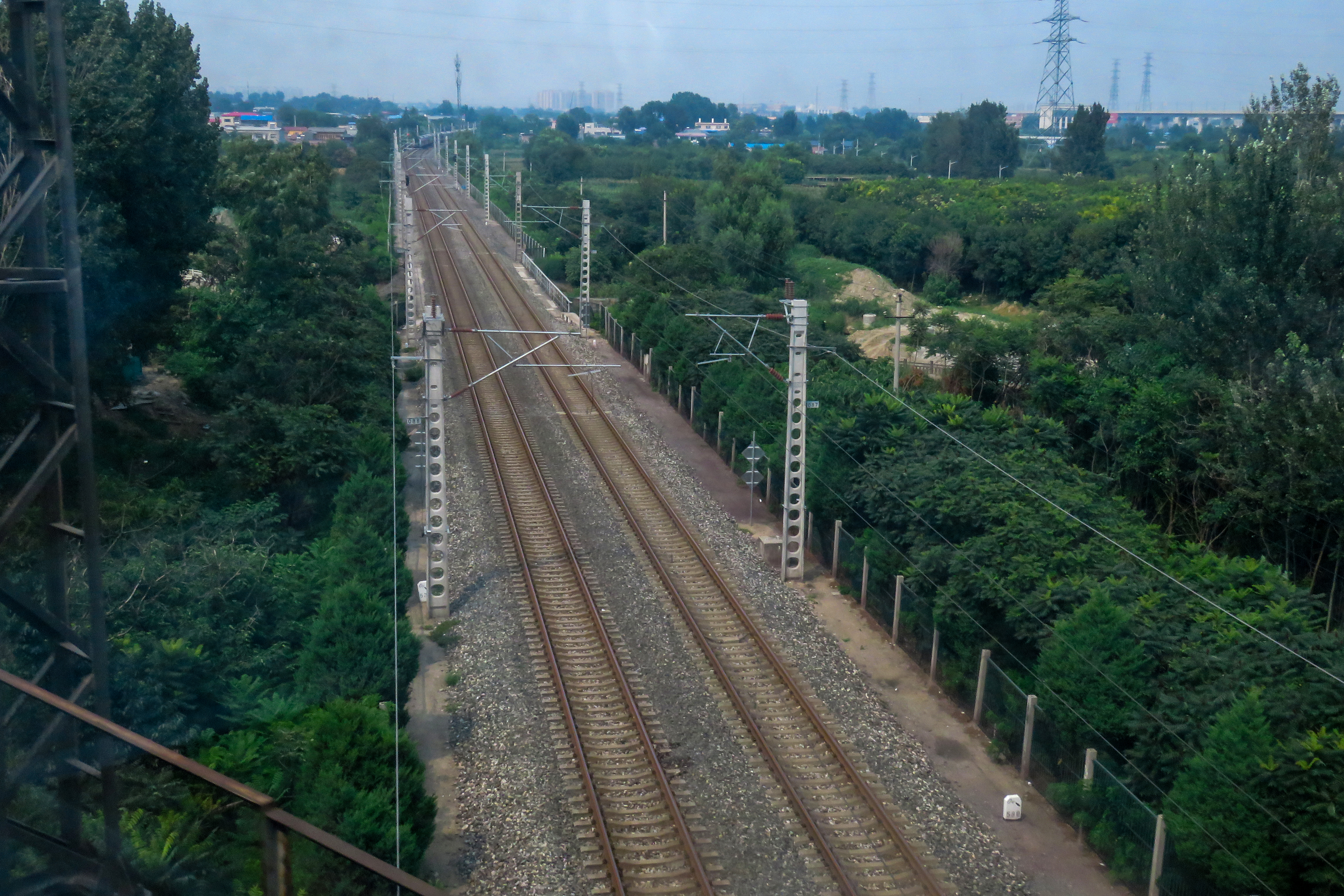
位于长辛店附近北岗洼（丰台房山两区交界处）的一段京广正线

京汉铁路全通复旧后，客货运需求随即增加。铁路部门曾通过延长股道及增加会让站以缓解高负荷运行的线路状态，但并未能有效解决问题。1954年，铁道部决定修建京汉铁路复线。
在北京铁路局管内，北京局将线路工程分为丰台至石家庄、石家庄至安阳两段，并交由铁四院勘察设计。1954年4月，由于保定以北运输紧张，北京局将西道口至长辛店、良乡至琉璃河、松林店至定兴间复线工程改交北京局自身设计施工；丰石段内第一、二、三沙河桥、悟空河桥、运粮河桥计五座大桥的设计施工，改由大桥局负责，后又将石安段的一沙河大桥交由大桥局负责。1959年12月，丰石段竣工；1960年石安段完成交接手续。
除单纯的复线工程外，北京铁路局还对线路桥梁设施进行了改建，另外在站场方面，改造保定站，新建石家庄站南编组场（今改建为石家庄站）、邯郸北场等设施。
在郑州铁路局管内，1955年5月，郑州局提出安阳至郑州、郑州至江岸段复线计划书，由铁四院进行勘测设计。其中，李家寨至孝子店段即在1955年12月动工兴建，1957年8月通车；安阳至郑州南阳寨段在1956年10月开工，1958年5月完工通车；郑州五里堡至李家寨段受大跃进影响在1958年8月提前动工，1959年12月完工，但由于施工仓促，该段线路在日后运营中病害较多；孝子店至丹水池段于1958年10月动工，1961年9月全部完工；郑州铁路枢纽内南阳寨至海棠寺间的复线直到1970年9月方才开工，当年12月完工。
除单纯的复线工程外，郑州铁路局及后分出的武汉铁路局还对旧线进行了改造。迩来线路跨越黄河的平汉铁路郑州黄河桥受技术条件限制，已不适合通行，且1958年7月黄河洪水冲垮桥墩造成线路中断，新桥梁的修建已刻不容缓，1958年5月新的黄河桥，即郑州黄河铁路大桥开始修建，1960年4月通车。另外在武汉铁路分局管内，位于鸡公山山脊垭口的武胜关站前后一段线路的坡度较大，在复线化改造中，武胜关前后线路进行了降坡处理，将限制坡度改为6‰、双机牵引坡度改为12.5‰。改造后新建武胜关站距离旧站垂直下降了6米。北京至汉口的复线工程于1960年代初完成。

#### 武衡段

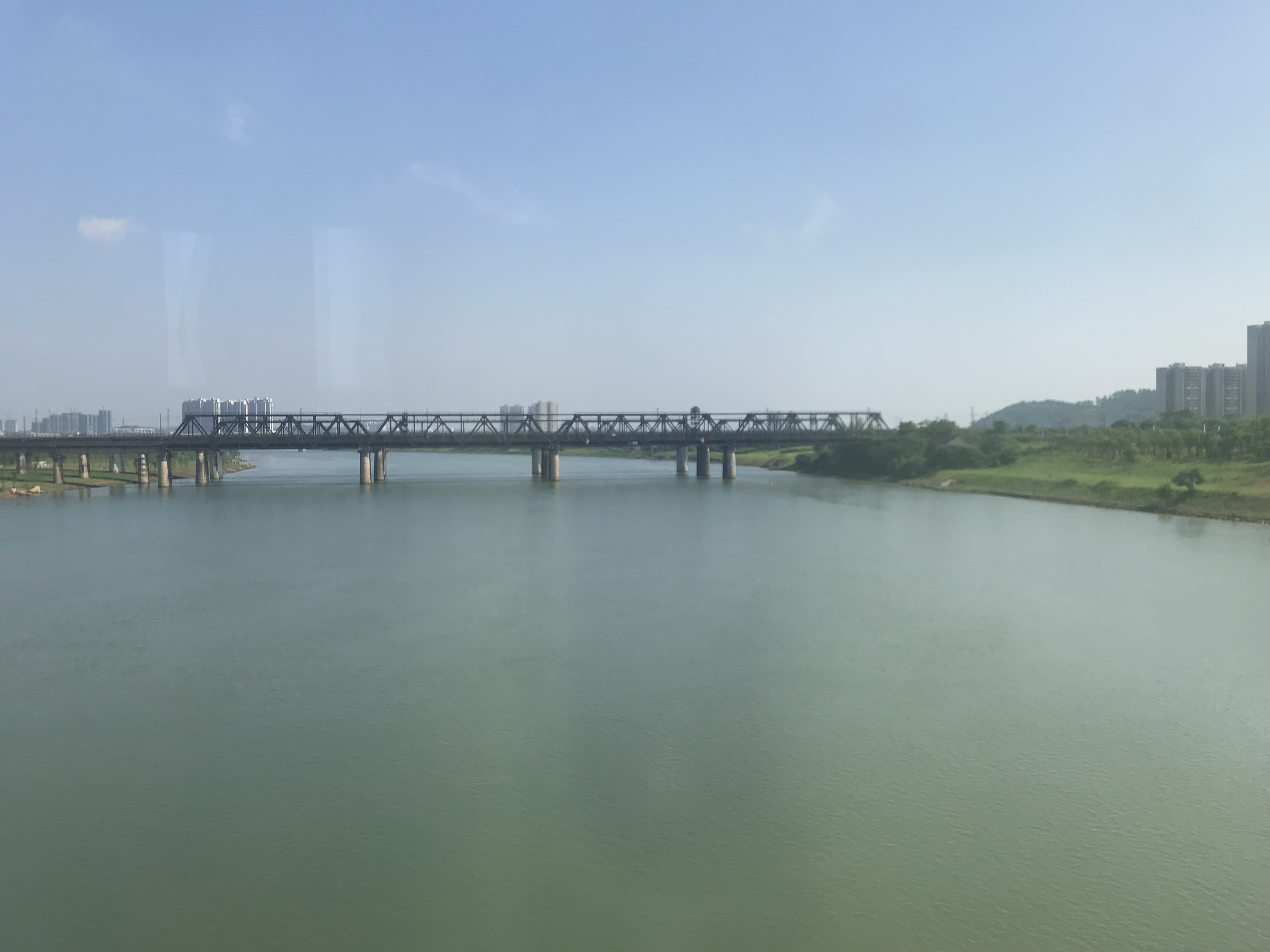
耒水大桥，线路在衡阳横跨耒水的桥梁

1956年12月，鐵道部開始研究武昌至廣州段的技術改造和複線建設問題。1957年3月，铁四院及郑州铁路局、广州铁路局共同编制《粤汉线武衡段技术改造任务书》报铁道部。12月，国家计委批准该计划。1958年5月，铁道部第四设计院完成初测任务，并编制了“京广线武衡段增加第二线工程初步设计”报铁道部。1958年10月，以两局管辖范围为界，京廣線武昌至蒲圻，蒲圻至衡陽段複線工程各自开工。
武蒲段于1959年2月开工，受三年自然灾害影響国家压缩基本建设投资導致工程于1961年停工。1965年复工，先期修成纸坊至乌龙泉7.2公里线路。1966年3月本段成立施工指挥机构全面复工，在1971年12月才建成第二線。
蒲衡段1958年11月5日开工。同受如上影响，至1961年8月除长沙隧道、路基病害等工程外其他工程停工。由于此前管理混乱，实际仅交付复线三段共17公里。1964年铁四院对此段线路进行了再勘测，1966年9月成立施工指挥机构。1967年初蒲衡段复工，分两期进行，全部复线工程于1970年末竣工。

#### 衡广复线
1958年秋，铁四院开始了衡阳至广州段複線工程的初步设计。1960年完成衡阳至韶关区间的施工设计。同时广州铁路局做了韶关至广州段部份设计并施工。1962年停工。
1963年8月，铁四院提出衡广复线修建程序报告。建议在复线贯通前先行进行降坡、增设会让站、延长站线、先期修建部分复线等一系列工程。广州铁路局随即按照建议施行，并同时改善线路条件，兴建了韶关机务段、广州车辆段等配套设施。但由于衡阳以北的京广铁路在1971年便完成复线工程，加之1974年位于大沙头的旧广州站停用，流花桥的广州新客站投入使用，即使广州局已经完成了复线修建的先期工程，仍不能满足衡阳以南京广线的运输需求。
1975年，广州局参照铁四院的工程报告，对一些区间进行了应急扩能改造。诸如又增设会让站、兴建部分区间复线、改建坪石站及广州客车整备所，为预备内燃机车的改用，对衡阳、郴州、广州三个机务段增加了内燃机车整备设施。与此同时，铁道部指示第四勘测设计院开展衡广复线的勘测设计。1978年1月，铁道部下达鉴定意见并决定复线工程由铁道部第二工程局先行施工。1978年5月，铁道部基建总局要求在1980年建成衡阳至郴州段，郴州至韶关段由于大瑶山长隧道的影响，要求1983年建成。但由于1980年中央政府压缩投资，至1981年1月衡廣複線再度停工。
1981年4月，国务院副总理万里在广东调研后，提出衡广复线尤其是大瑶山隧道“无论如何不能停建”的要求。7月，铁道部同意恢复坪乐段施工，追加大瑶山隧道投资900万元，但其余工程仍停工维护。11月，大瑶山隧道正式开工。年末，国家计委决定，1982年开始，衡广复线列入国家建设项目，恢复施工。
1982年，衡广复线全面复工。国家计委提出在第六個五年计划期间的施工安排。首先在大瑶山隧道贯通前，先行改建既有铁路提升运量。其次在建设工程上分期建设。1983年4月，铁道部要求工期依照1988年完工安排，衡阳至韶关段1987年建成，衡阳、广州两座铁路枢纽与复线在1988年完成。至1985年末，交付复线50公里。
1985年12月，万里与胡启立坐镇广州，督促加快衡广复线的工程进度，并将衡廣複線工程列入中國第七個五年计划的三個重點鐵路工程之一。1986年初，铁道部在韶关成立衡广复线建设指挥部，指定广州铁路局为建设单位，后指挥部迁往广州。
1988年11月6日，大瑶山隧道竣工；11月26日，衡广复线全线建成；12月16日，衡廣複線通車，当日在韶关举行了通车典礼，国务院总理李鹏到场剪彩。至此，京廣鐵路複線全线建設宣告完成。衡广段总计开通复线103段517.2公里，启用车站48个，线路所3个，乘降所4个，列车牵引定数提高到3500吨。1989年又完成了配套设施的建设，1990年1月1日投入使用。

### 电气化
京廣鐵路的电气化工程自衡广复线建设时便开始，采取分段建设、分段开通的方式。其中郑州至武昌段先于1992年12月完成，北京至郑州段工程于1993年开始，1998年8月8日完成，武昌至广州段工程于1998年2月开始，2001年9月1日完成。具体情况如下表。
| 区间                | 开工时间  | 通车时间                                                                   |
| ------------------- | --------- | -------------------------------------------------------------------------- |
| 郴州—韶关           | 1986年8月 | 乐昌—韶关：1988年11月20日 郴州—乐昌：1988年11月26日                        |
| 郑州—武昌           | 1989年4月 | 1992年12月                                                                 |
| 北京—郑州           | 1993年3月 | 石家庄—郑州：1997年11月 高碑店—石家庄：1998年7月 丰台—高碑店：1998年8月8日 |
| 武昌—郴州 韶关—广州 | 1998年2月 | 武昌—长沙：2001年8月28日 长沙—郴州：2001年10月1日 韶关—广州：2001年4月28日 |

### 提速改造

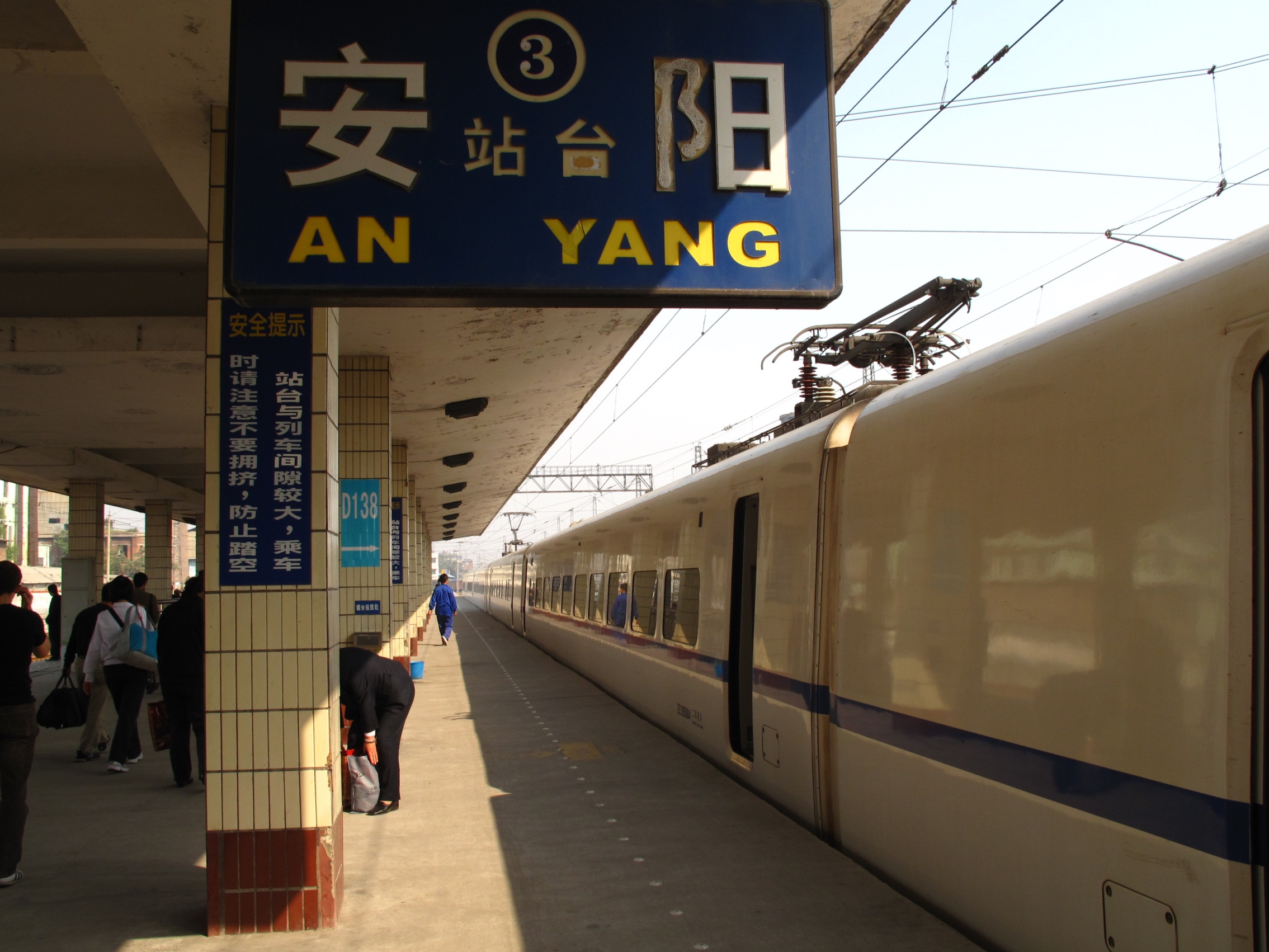
动车组列车停靠安阳站（2009年）

1996年开通的京九铁路改变了中国既有南北向的交通格局，有效加强了京广铁路的运输能力，为京广铁路旅客列车的提速创造了有利条件。另外，京广铁路与北京西站之间的西长联络线于1996年1月通车，自此京广铁路上大多旅客列车始发终到站改为北京西站而不再经由北京站。
1997年开始中国铁路开始大提速，历经第一、二次大提速后京广铁路的运行时速分别提到了110每小時（68英里每小時）、140—160每小時（87—99英里每小時）。
2001年10月21日中国铁路第四次大提速，北京至广州的特快列车运行时间压缩至22小时30分左右。
京廣鐵路信阳至陈家河段由于跨越大别山，一直以来是武汉铁路局管内线路提速的阻碍与瓶颈。為配合中國铁路第六次大提速，该区间提速改造工程在2005年11月8日动工，其中長達5708米的鸡公山铁路隧道工程李家寨至武胜关段率先在2007年1月23日開通，而余下路段（鸡公山至杨寨区间）也在2007年3月26日貫通，列車從此改走長83公里的新線，并停靠新建的車站，诸如广水站。老线北段废止不用，南段鸡公山至杨寨区间称鸡杨铁路，并由复线改为单线，原广水站改称广水西站。
2005年，为推行第六次大提速，铁道部启动京广铁路提速改造第四期工程，改造了接触网、线间距和道岔等设备，还加装了CTCS-2列车控制系统，后又在2006年进一步推行CTCS-2系统:465。2007年4月18日第六次大提速实行，京广铁路北段作为被提速至时速200公里的干线之一开行北京西、石家庄、郑州、汉口/武昌和长沙间的动车组列车。受限于地形，高速改造后，本线北段的动车组速度普遍要高于南段。
2012年京广高速铁路全线开通，该线是一条与京广铁路平行的高速铁路客运专线，设计时速350公里。它的建成通车大幅度缓解了京广铁路的客流压力，使得京广铁路既有线可以更多地进行货物运输。
2014年5月16日，郑焦城际铁路黄河大桥通车。京广铁路在老田庵至黄河南岸一段开始改经此桥跨越黄河，不再经由于1960年通车的嘉应观黄河铁路大桥，通行速度由110每小時（68英里每小時）提升至160每小時（99英里每小時）。
2014年12月21日，京广既有线在石家庄市区内的线路入地，改走全长4.98千米的石家庄隧道运行。2016年4月至2019年10月，中铁电气化局三公司在广州—坪石区间103.1公里和9个车站进行了计算机联锁设备、区间自动闭塞设备更新改造和其他配套工程。

## 废止区间

### 坪乐支线

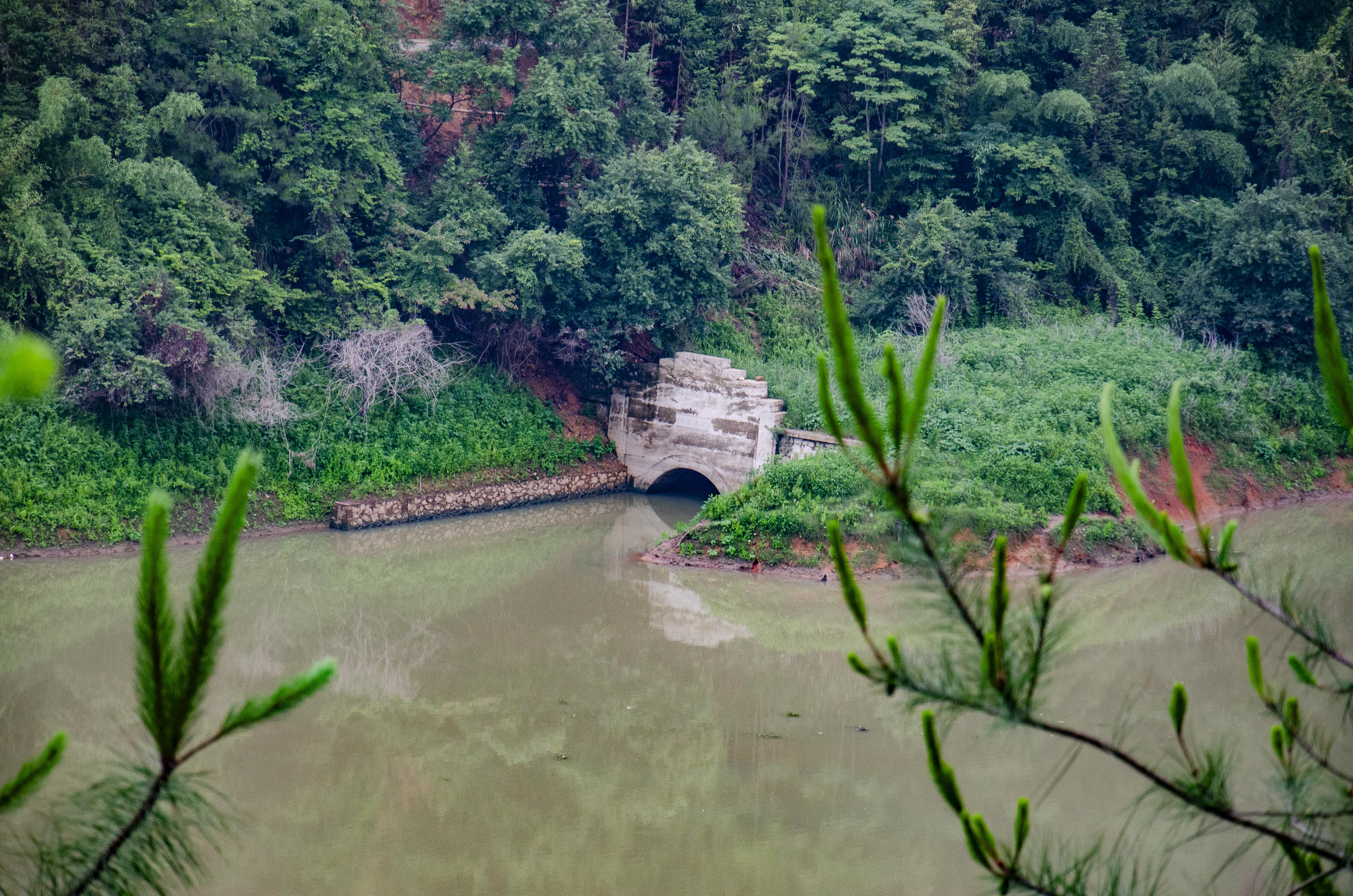
坪乐支线废弃后半淹于武水中的新秦隧道

由于大瑶山隧道的建成，京广铁路无需再沿山势险要的武江沿岸迂回运行，列车运行速度提高。此后乐昌至坪石的老线成为后备线路，仅有少数通勤列车及旅游小火车通行。
2006年7月，受强烈热带风暴“碧利斯”影响，京广线衡韶段多趟列车停运。武江暴涨的洪水严重破坏了乐昌—坪石的一段老京广线，从此这段老线无法通行列车。随着樂昌峽水利樞紐工程截流，乐昌—坪石的这段老京广线和大長灘、大源、小灘等车站同被武江水淹没。

### 黄河大桥

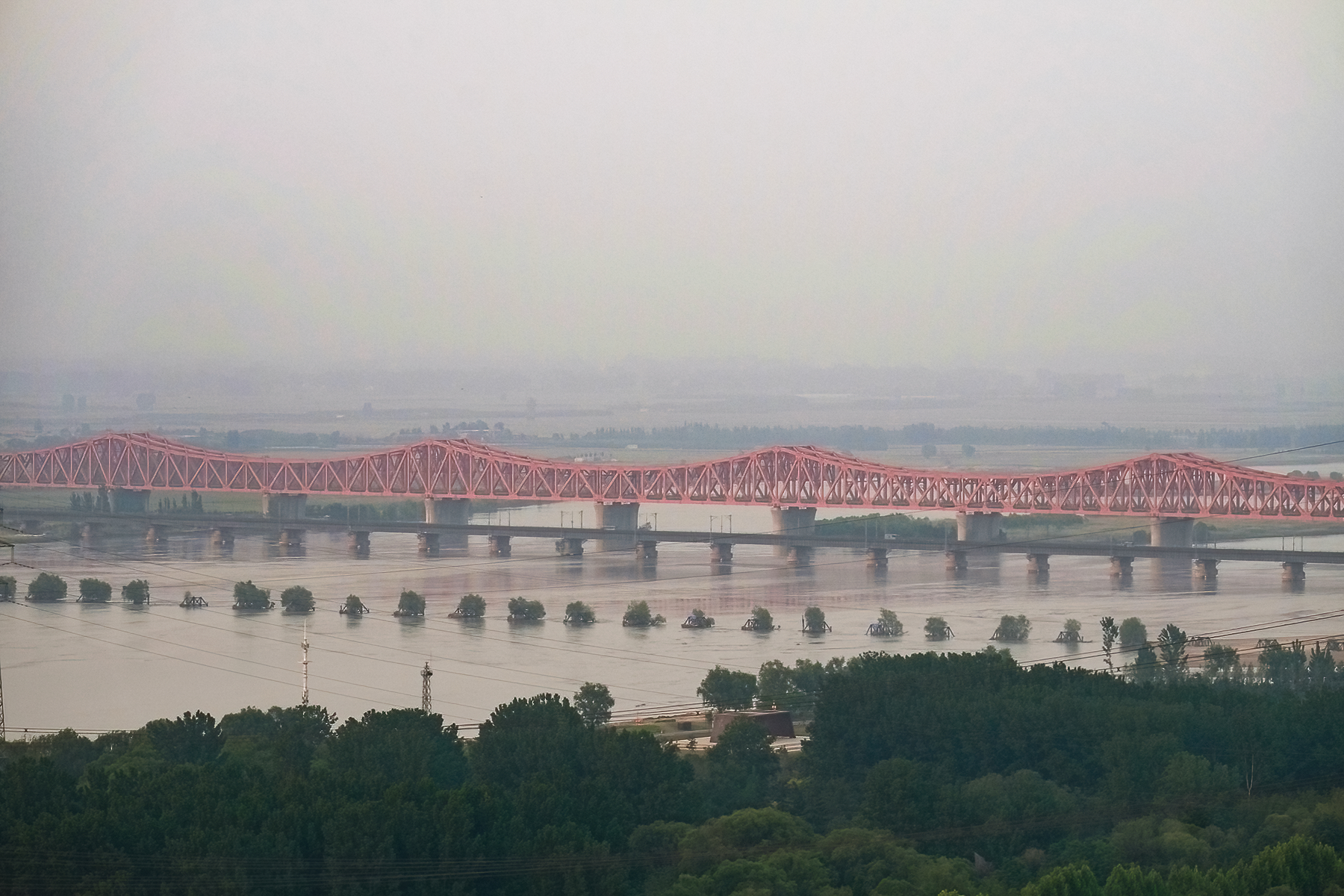
三代黄河桥全览

京广铁路共有3座跨黄河的桥梁。第一座是原京汉铁路时期建设的平汉铁路郑州黄河桥，也是第一座黄河铁路桥。此桥于1905年竣工，1960年退役，1988年大部分拆除。第二座是嘉应观黄河铁路大桥，于1960年建成并启用，2014年停用。当前的大桥是郑焦城际铁路黄河大桥，于2014年接替了第二座桥。在每次启用新桥时，旧桥和附近的铁轨也会一同停用。

### 市区线路改造
京广铁路沿线经过数十座城市，随着城市的扩大，既有的铁路线路也成为了城市发展的阻碍，因此为解决该问题，一直以来各个城市都有各自的改造工程。在武汉汉口及长沙市区，早在50年代便于市区外围修建了迂回的新线与老线并行，并后来成为京广正线，老线则在城市改造中逐步废线拆除；在石家庄市区，京广铁路在2014年后改线经由石家庄隧道，地面老线则将拆除。另外，衡阳和岳阳也有将京广铁路改线的计划。

#### 石家庄市区地上段
2014年12月21日，京广既有线改入全长4.98千米的石家庄隧道运行。原有石家庄站废弃，京广线石家庄地上段此后仍部分运用直至2023年夏季拆除。

#### 汉口市区段
本线经过汉口市区的区间从第1187公里（即江岸站原址）至汉水铁路桥桥头，全长9.1公里。经过武汉市江岸区、江汉区和硚口区，沿途设江岸站、大智门、循礼门和玉带门3个车站。早在20世纪50年代，武汉市府便有意拆除这段线路。1978年，该区间改称“京广附属线”。1996年7月2日，本区间除江岸站外其余线路处置权正式由铁路部门出售给武汉市人民政府。随后，此区间被拆除，并被改建为京汉大道。江岸站于2010年缩筑并最终于2021年废止。

#### 长沙市区段
本线经过长沙市区的区间长14.6公里，北起K1567线路所，南至黑石铺站，经过长沙市天心区、芙蓉区和开福区，设长沙北站、长沙站、长沙南站和猴子石站。1978年，原长沙站停用，随后本区间改称“货车外绕联络线”。1990年12月，长沙北站至长沙南站间铁路拆除。2007年7月3日，长沙南站关闭，2012年5月30日18时，长沙北站关闭。

#### 京广铁路旧广州南站支线
原名黄沙站的老广州南站在本线连成前为粤汉铁路之端点站，本线连成后，该站为京广铁路的终点。在流花桥的广州新客站开通后，棠溪站至广州站的线路开始使用京广铁路里程，而经过广州西站、老广州南站的线路依然使用京广铁路里程。至1990年，老广州南站到发场中心里程为京广铁路K2302+670处。2005年6月10日，经铁道部批准，老广州南站废止。2023年10月11日，受广州铁路枢纽改建工程中广湛高铁建设需要，广州西站随江大联络线开通而正式停运。

## 事故及事件

### 自然灾害及机械故障引发的事故

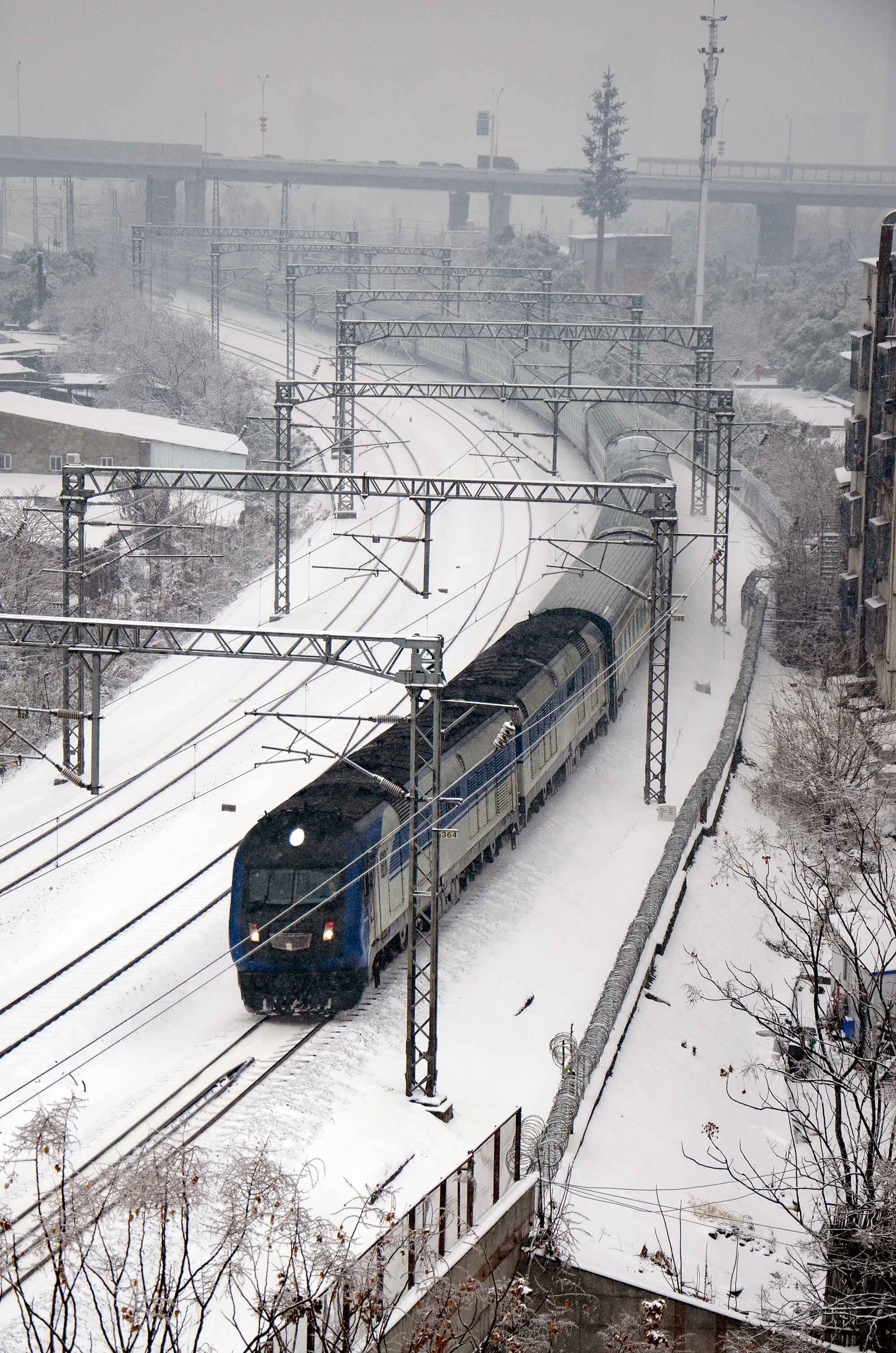
2024年2月湖北冻雨灾害期间,DF11G型内燃机车0001-0002号机牵引Z4176次旅客列车通过汉口线路所

- 1958年7月，黄河中下游发生洪水，京广铁路也被波及，平汉铁路郑州黄河桥第11号桥墩倒下，导致2孔钢梁落入水中，导致本线中断14天，彼时仍在施工中的嘉应观黄河铁路大桥也面临威胁。[88]
- 1975年8月，受颱風妮娜影响，驻马店多座水库溃坝，导致大量人员伤亡，京广铁路共103公里的区间亦被毁坏。[89]
- 2006年7月，受强烈热带风暴“碧利斯”影响，廣東省境內的京廣鐵路张滩—乐昌—安口段多处出现严重洪涝灾害，造成铁路运输中断，近百趟列車延誤或停運，更有列車被洪水围困。[28]
- 2008年年1月，中国大陆南方多处地区均出现50年未见的大雪，雨雪天氣导致京廣鐵路衡阳至郴州段沿线部份供电接触网因積雪或結冰導致断电、接觸不良、電壓不足等問題，同時國家電網的高压电线多次断落于铁路的接触网上導致接觸網短路和燒斷，并令電氣化鐵路供電設備故障（包括牽引變電站），造成電力機車無法運行，在最嚴重的時期每天有達200列旅客列车取消和晚点，部分列车只能使用内燃机车在停電區段擺渡運行，或绕道经江西省的京九鐵路、或經廣東省西部和廣西壮族自治区的广茂鐵路、湘桂鐵路迂回通行。其中在1月24日广州东站到哈尔滨站的T238次列车及广州站到长春站的T124/121次列车受灾严重，前者晚点73小时28分[90]，后者晚点达6天7夜[91][92]。
- 2009年6月29日凌晨2时34分，由铜仁往深圳西站的K9063次旅客列车由郴州站开出后被另一列制動失效的南行旅客列车（K9017次，长沙往深圳）从左方相撞，其中K9017次的车头撞向路轨旁的民居。事故共导致3人死亡，63人受伤，部份列车晚点或停驶。[93][94]
- 2020年3月30日11时40分，本线马田墟站至栖凤渡站下行区间受连日降雨影响发生塌方，T179次列车运行至该区段时撞上塌方体，导致机后第一节发电车起火，第二至六节车厢脱线倾覆。事故造成1人死亡、4人重伤、123人轻伤[95]。
- 2021年夏季，受2021年7月河南水災影響，京廣鐵路位於河南境內的路段部分被淹，導致大量列車被困延误[96]。郑州东站超过50趟列车停运，车站临时加开5个退票改签窗口，大量乘客滯留[97][98]。例如包头至广州K599次列车行至京广线郑州市南阳寨至海棠寺区间时，因暴雨导致路基下沉，车厢发生倾斜。[99][100]，次21日下午，K599次列车（FK600次列车）在折返途中，因暴雨再次临时停靠在新乡北站1200公尺处曲线弯道上[101]，直至7月22日21时03分才再次从新乡出发，滞留达4天[102]。
- 2023年夏季，受2023年京津冀暴雨影响，京廣鐵路位於河北北京境内的路段被淹或有险情，導致大量列車被困延误或折返乃至停开。例如7月31日由西安站开往北京站的Z44次列车滞留在石家庄，车上乘客缺水缺粮超20多个小时。列车在一日后折返西安[103]。
- 2024年年初，受华中低温冻雨天气影响，京广铁路位于湖北境内的路段受积雪影响，大量列车被困延误。[104]

### 人为引发的事故
- 1957年2月4日21时20分，汉口至北京64次旅客直达快车停靠于汉口车站时，列车北端第六位硬座车内一商贩非法携带的大量发令纸发生摩擦起火，随后火势蔓延至第五位硬座车。武汉市消防队接警后迅速将火扑灭。事故造成旅客被浓烟熏呛窒息死亡30人、重伤4人、轻伤5人。[105]
- 1971年12月7日，451次近郊旅客列车和837次货车在京广线琉璃河站发生尾追相撞的重大行车事故，机车车辆冲上站台、摧毁站房，铁路职工和旅客死亡14人，伤22人，京广铁路正线中断行车1小时40分。[106]
- 1975年6月27日14时37分，因道口员与麝香小贩讲价而未放下道口杆，3210次列车在汉口车站与武汉7路公交相撞。事故中当场死亡8人，经抢救无效死亡8人，重伤23人。机车小破，道岔、扳道房和站场部分围墙被撞毁。正线遮断1小时37分。[107]
- 1975年11月19日凌晨l时27分，江岸机务段司机王某值乘牵引2553次列车到咸宁站停车后进行调车作业。因误断信号冒进，挤坏道岔，与下行通过的1517次列车发生正面冲突。造成货车报废7辆，大破6辆，小破9辆；机车大破2台；乘务员3人重伤；路外人员2人重伤。上行正线中断行车4小时，下行正线中断行车59小时50分。直接经济损失52.9万余元。[107]
- 1986年1月15日22时11分，因白石渡村民刘回万欲发泄私愤，携带雷管炸药登上武昌至广州的247次直达旅客列车机后第7位5号硬座车厢内，在列车运行至坪石站附近时引爆，当场炸死7人，重伤11人，轻伤27人，客车炸破1辆。[108]
- 1987年7月18日23时42分，因肇事者董学亮另结新欢欲加害原配妻子及女儿，携带黄色炸药登上郑州开往重庆的287次旅客直达快车，行至京广铁路小商桥至孟庙问809公里处时，机后第10位车厢内其引爆炸药发生爆炸，车辆炸毁l辆；当场炸死2人，重伤36人（经医院抢救无效死亡7人），轻伤43人。[108]
- 1988年7月1日，广东省一饲料公司职工贺某利用工作之便，携带购买的铝粉、铜粉和尼龙化纤面料衣物混放在一起，在高邑站乘坐从北京南开往平顶山的415次客车回原籍探亲，11时26分火车行至安阳—宝莲寺区间时发生爆炸，造成6人死亡，19人受伤，一辆车厢报废、两节车厢小破，经济损失50余万元。[109]
- 1997年4月29日，由昆明开往郑州的324次旅客列车在京广线荣家湾站与站内停靠的由长沙开往茶岭站的818次旅客列车相撞，造成乘务员和旅客死亡126人，重伤45人，轻伤185人，是继1978年杨庄事故和1981年成昆铁路事故以来最大的一次旅客伤亡事故。事发时，818次列车站内4道停车待避，324次列车计划2道通过，因人为接线错误导致道岔定位转移，324次列车误入4道追尾相撞。
- 2018年4月12日，由于武汉市政施工，武昌站至武昌南站区间京广铁路下行线塌陷。当日部分京广铁路南段南下列车及武九铁路下行经由之列车被迫经由武九铁路武昌北环线迂回绕行。由于北环线部分区间未电气化，因此列车需在武昌站加挂内燃机车后方可继续走行。[110][111]

### 北京型内燃机车牵引扩大编组旅客列车试验
为适应京广铁路实行机车长交路轮乘制的需要，1983年10月20日至26日，郑州铁路局在京广铁路郑州至武昌间走行的47/48次特快旅客列车上进行了试验。该试验通过武胜关高坡度地段，属于运行困难地段，其意图在试验北京型内燃机车18辆长编组、牵引重量1000吨的状态下能否在该类型线路条件下正点运行。试验结果认为18辆编组基本可行，但需要对困难地段运行时刻做出调整。
1984年3月29日至31日，铁道部使用北京型内燃机车3131号、3197号、3133号三台机车，利用37/38次特快旅客列车进行了旅客列车扩编至20组的实验，以考察该型号内燃机车的性能、武胜关高坡度地段的运行状态以及各停站站场到发线长度等设施的匹配适应性。此后铁道部认定实验成功。

### 中国铁路机车第一速
进入90年代，铁道部需将京广、京沪、京哈三大干线客车时速提升至120至160km，迫切需要研制新型准高速机车。韶山8型电力机车便应运而生。1997年11月3日，机车进行了京广线郑州至武昌段提速的试验牵引，试验结果获得了铁道部的肯定。1998年6月24日，韶山8型电力机车第0001号机车于京广线河南许昌至小商桥区段的实验中达到240km/h的速度记录，创下了当时的“中国铁路机车第一速”，并成为中国铁路机车最高时速的保持者直至2016年。

## 与其他线路的接轨

### 北京局管内
在北京局管内，线路在北京丰台站与京沪铁路及丰沙铁路接轨、在长阳村线路所与西长联络线、在良乡站与良陈铁路（坨里支线）接轨、在琉璃河站及琉璃河南站与周口店线接轨、在徐水站与霸徐铁路接轨、在保定南站与保满铁路接轨、在正定站及平南站与石家庄西环铁路接轨、在石家庄站与石太铁路、石德铁路接轨、在邢台站与邢和铁路接轨、在小康庄站与邯黄铁路接轨、在沙河市站与沙午铁路（褡午支线）接轨、在邯郸站及邯郸南站与邯长铁路接轨、在邯郸南站与邯济铁路接轨、在马头站与马磁铁路接轨。

### 郑州局管内
在郑州局管内，线路在安阳站与安李铁路接轨、在汤阴站与汤鹤铁路接轨、在新乡站与新月铁路（道清铁路）、新兖铁路接轨、在东双桥站与郑州西北环线铁路接轨、在郑州站与陇海铁路接轨、在新郑站与新密铁路接轨、在苏桥站与禹亳铁路接轨。

### 武汉局管内
在武汉局管内，线路在孟庙站与孟宝铁路接轨、在漯河站与漯阜铁路接轨、在信阳站与宁西铁路接轨、在鸡公山站及杨寨站与鸡杨铁路接轨、在卫家店站与安卫铁路接轨、在武汉北站与麻武铁路接轨、在滠口站与武黄铁路接轨、在汉口线路所及汉西站与汉丹铁路、京广汉口联络线及汉口汉西联络线接轨、在武昌南站与武昌南环铁路接轨、在大花岭站与大花岭货场联络线及疏解线接轨。

### 广州局管内
在广州局管内，线路在捞刀河站及霞凝站与石长铁路接轨、在丝茅冲线路所及新开铺站与长沙客车外绕线接轨、在田心站、株洲站及株洲北站与沪昆铁路接轨、在茶山坳站及衡阳北站与吉衡铁路接轨、在衡阳站与湘桂铁路接轨、在瓦园站与瓦松铁路接轨、在许家洞站与资许铁路接轨、在坪石站与坪木铁路接轨、在黄岗站与黄格铁路接轨、在韶关东站与赣韶铁路接轨、在郭塘站、江村站及江高镇站与广石铁路及广珠铁路接轨、在广州站与广深铁路接轨。

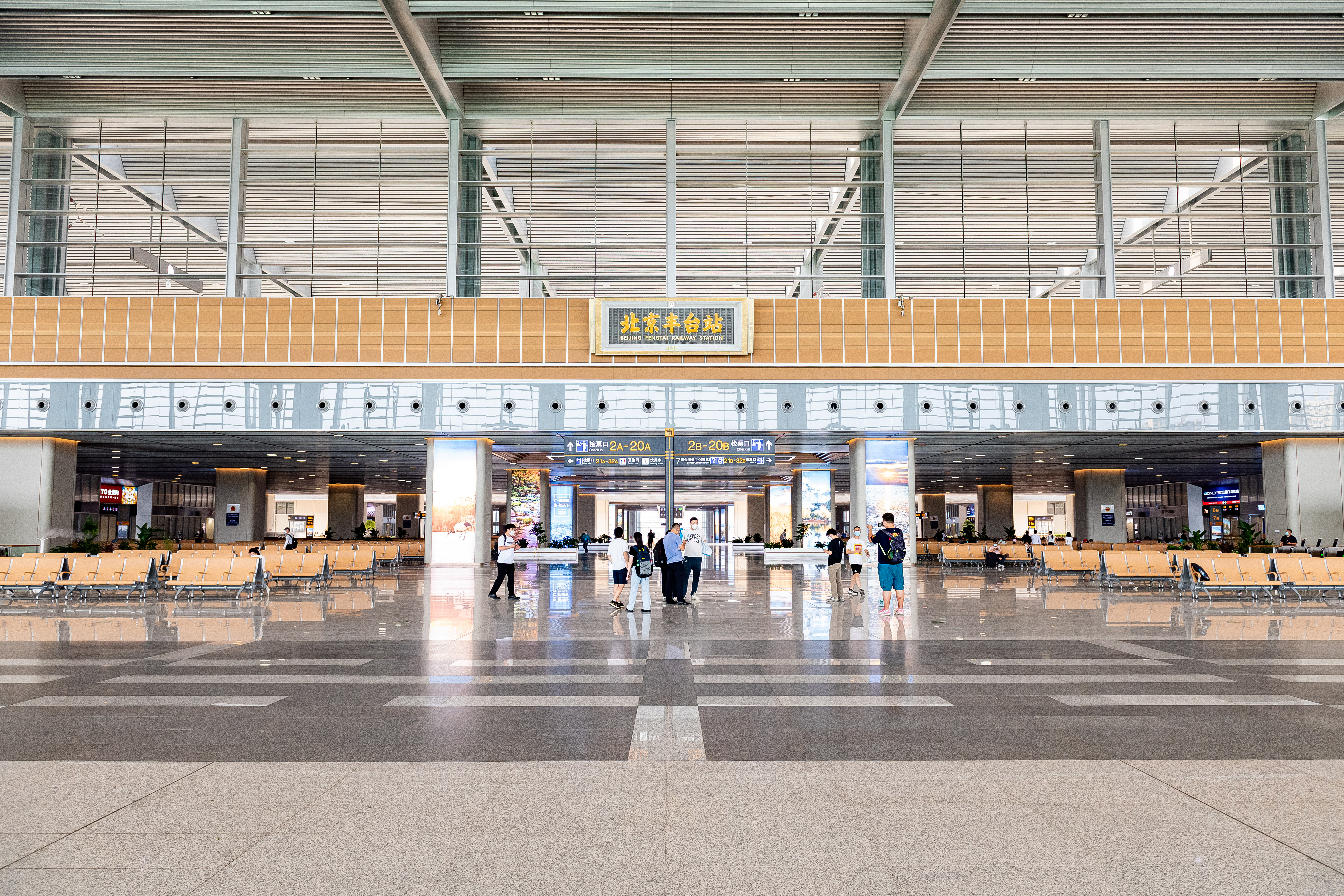
北京丰台站，京广铁路起点
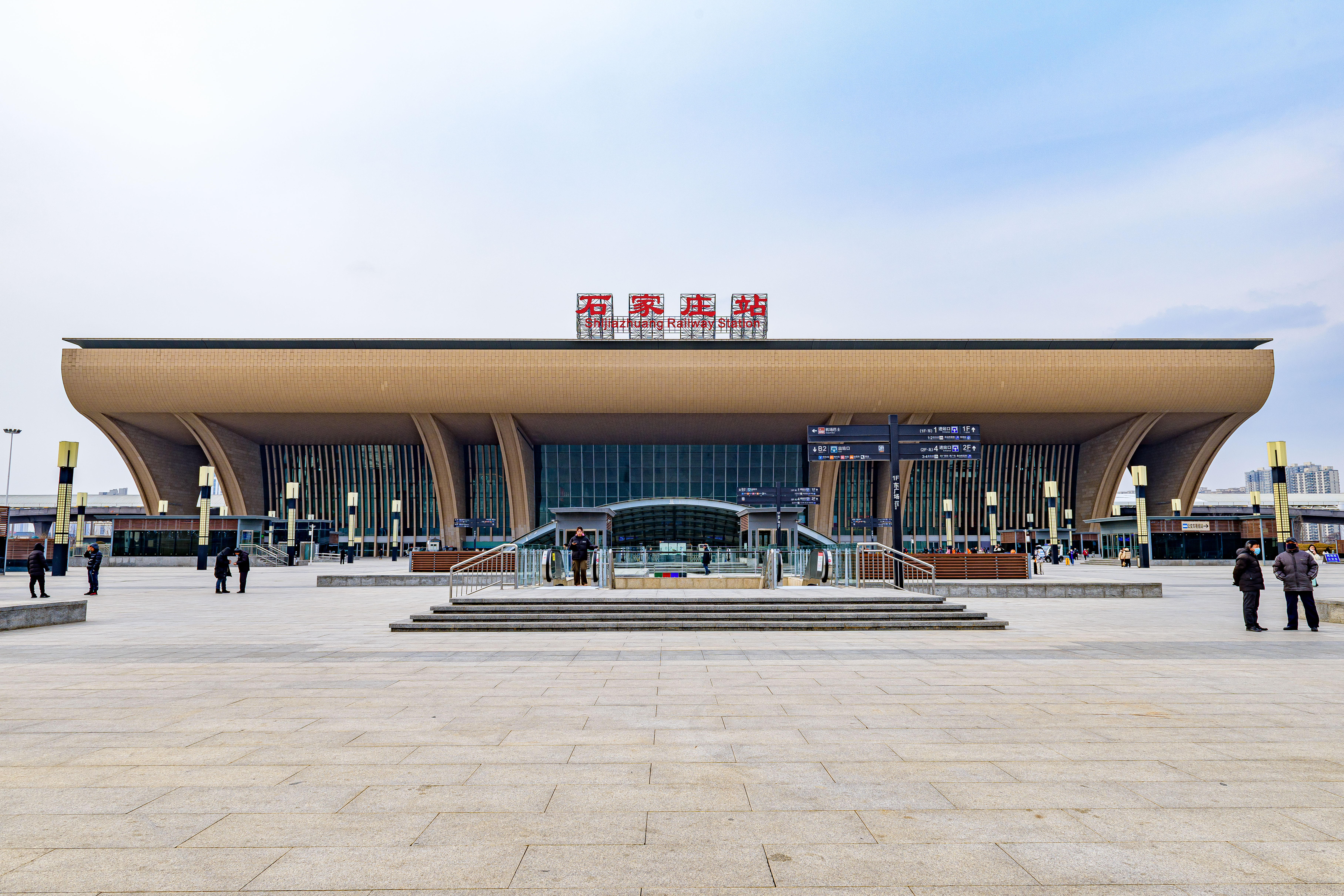
石家庄站
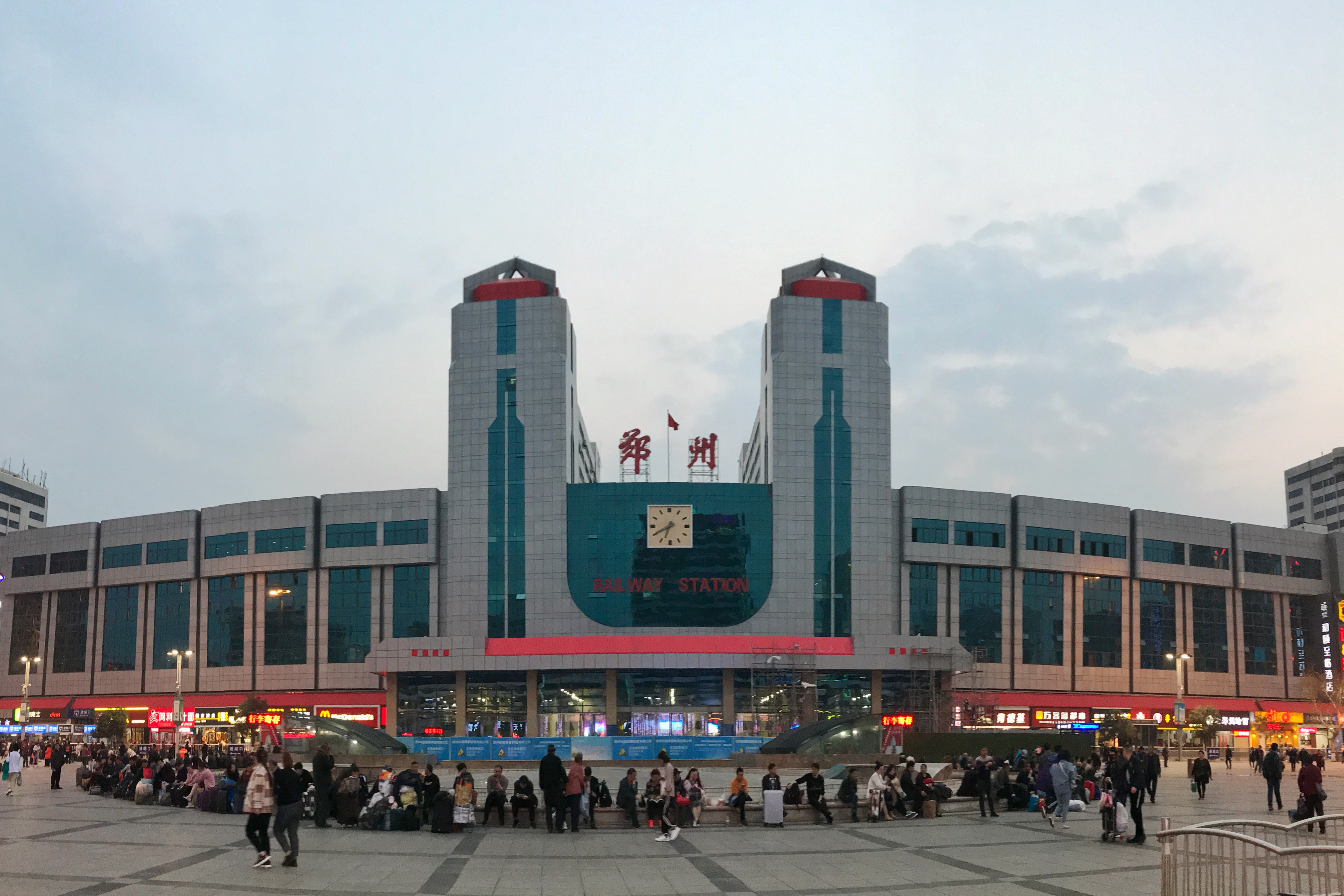
郑州站
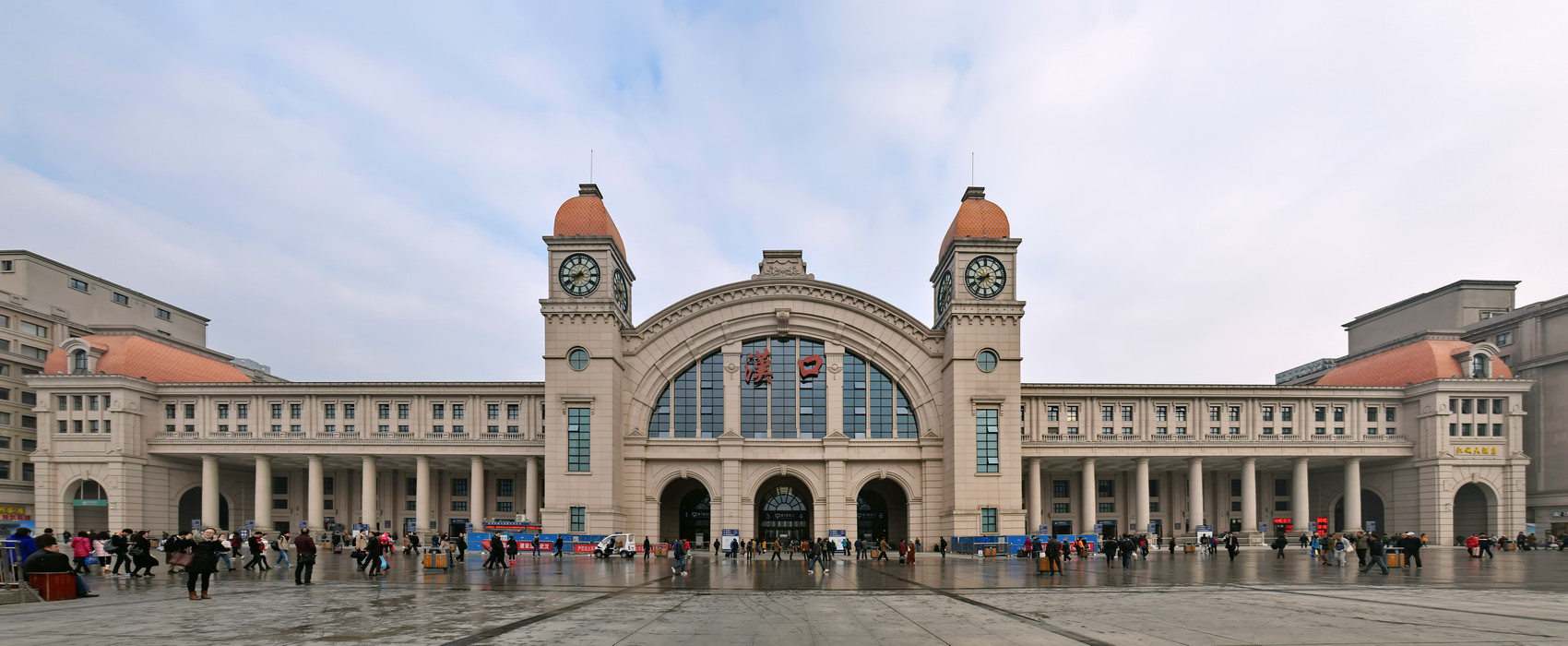
汉口站，今时京广铁路正线从车站北广场侧绕行
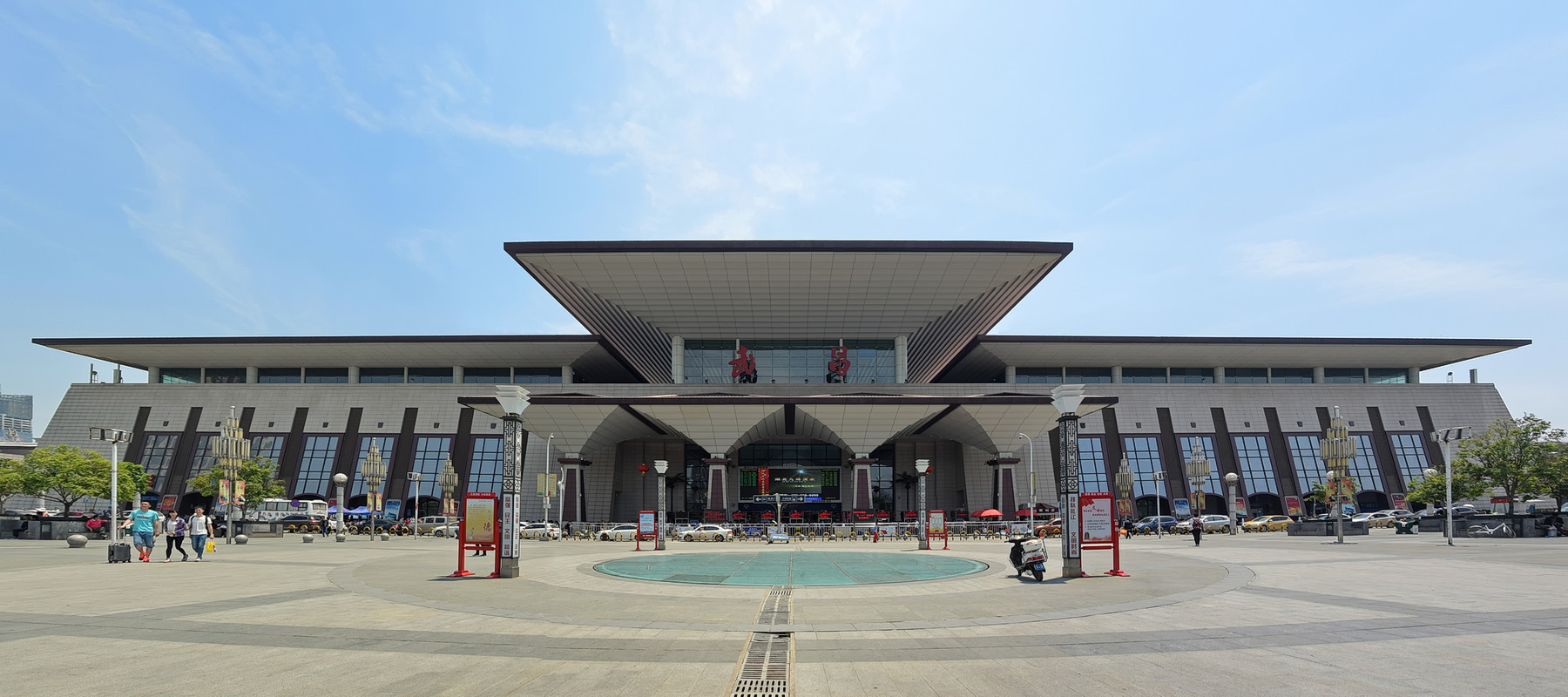
武昌站
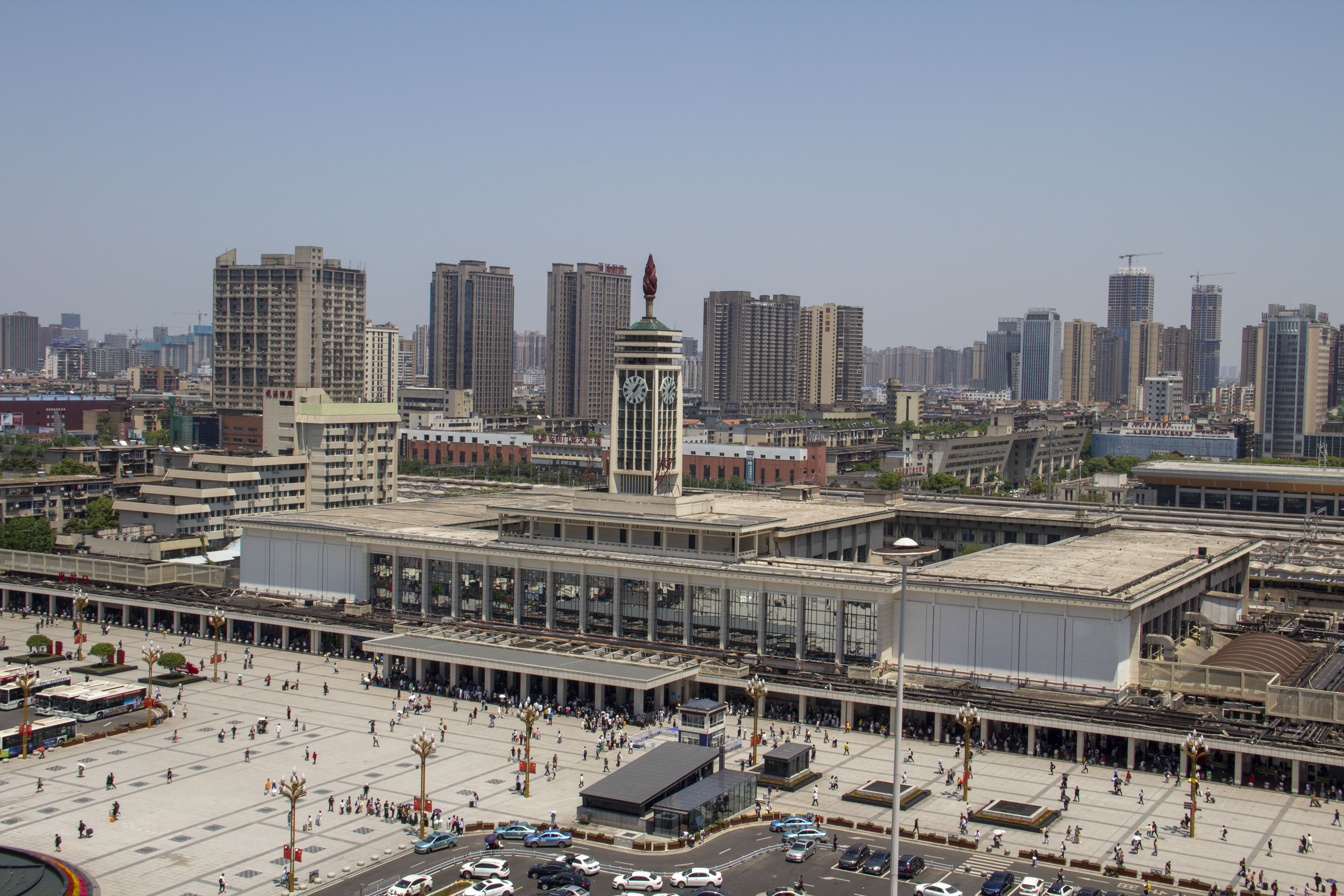
长沙站，今时京广铁路正线从车站东侧绕行
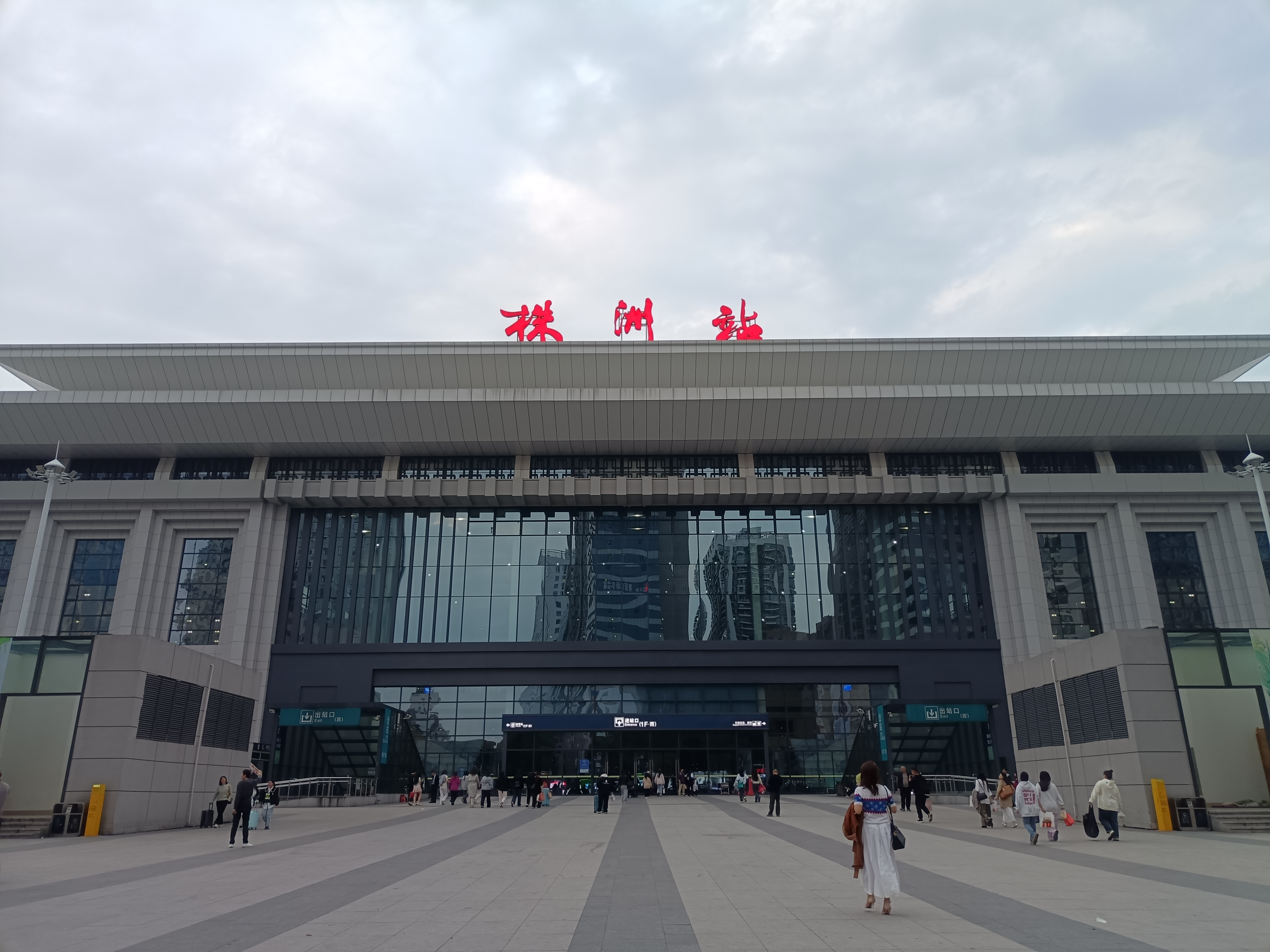
株洲站
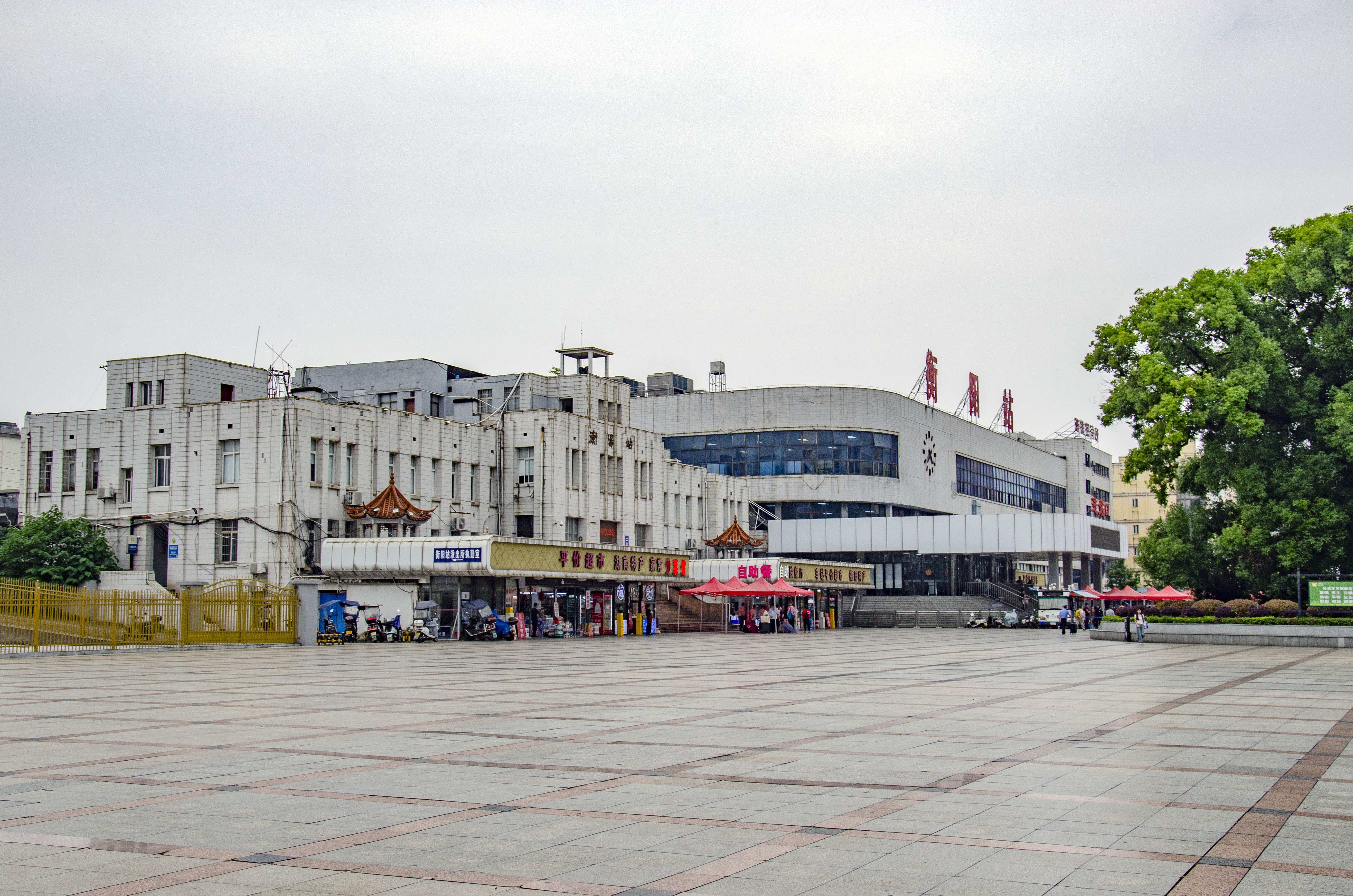
衡阳站
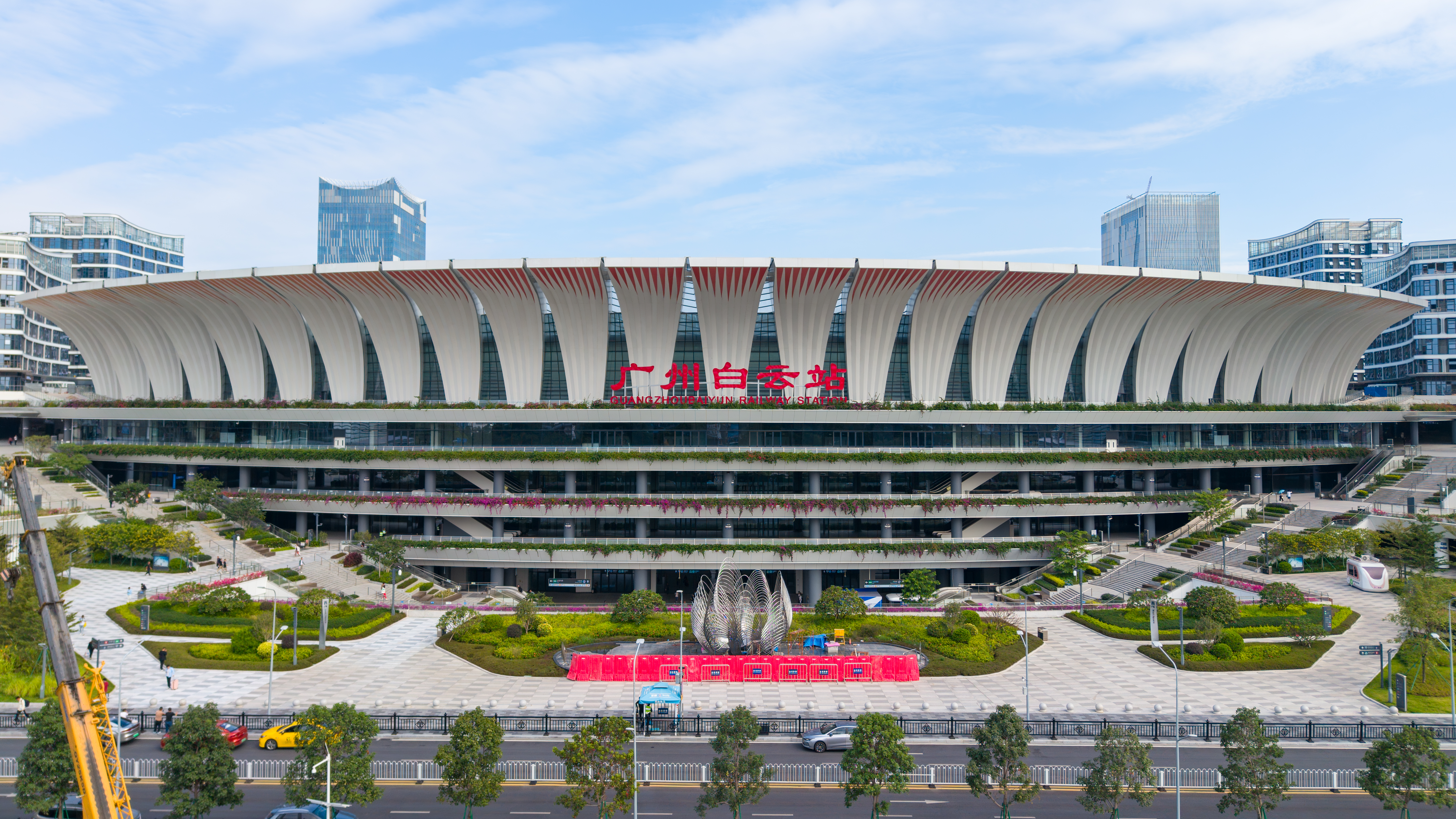
广州白云站
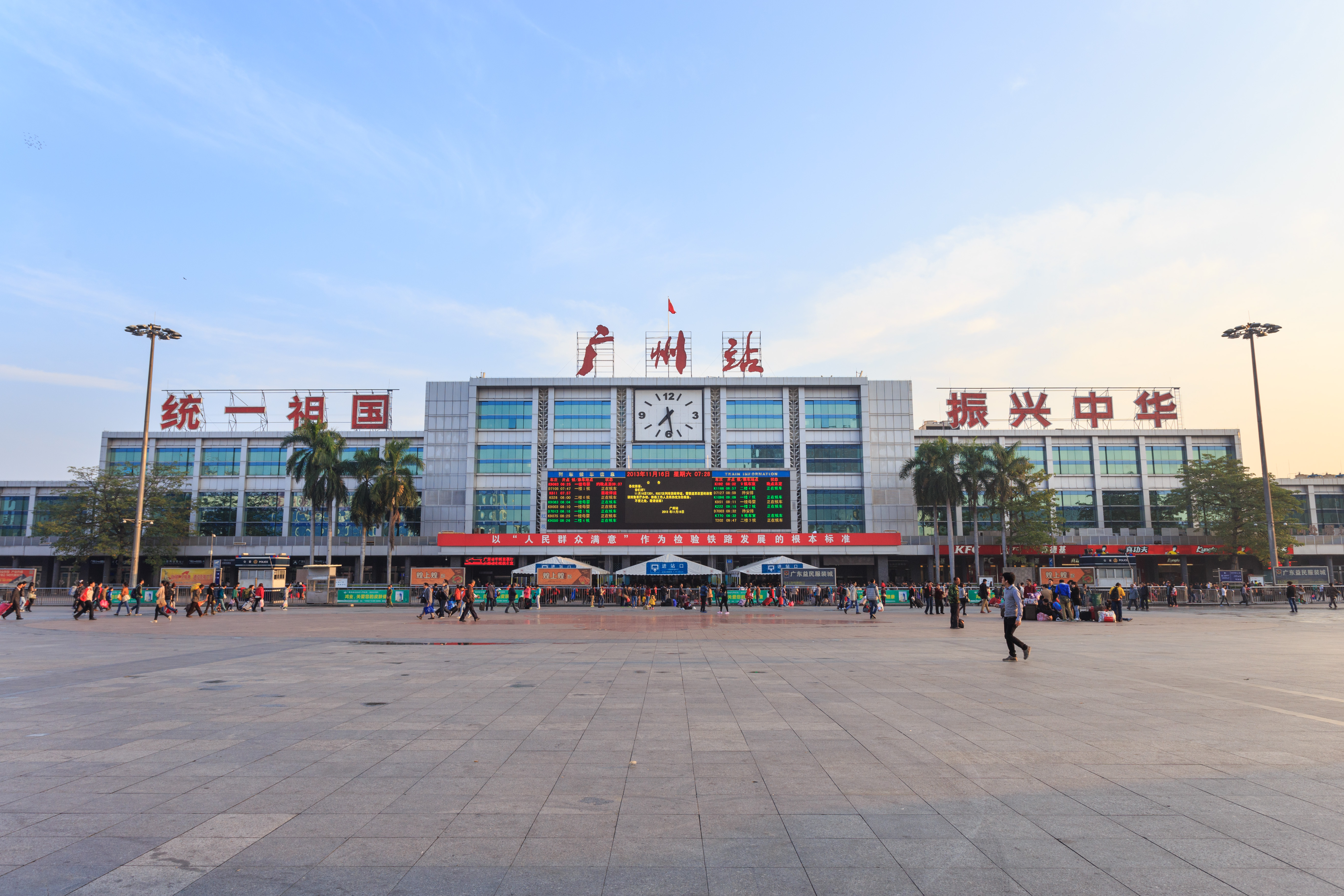
广州站，京广铁路终点

## 注脚
1. ↑  由于京广铁路起讫站皆有变动以及各区段改线，各文献时代不同，线路长度亦各有差。诸有老广州南站支线（K2303）的存在，线路在1990年以前可计广州站里程或广州南站里程[2]。时效至1990年的《武汉铁路分局志》载为2313千米[3]，时效至1991年的《郑州局志》载为2310.1千米[4]，时效至1987年的《北京铁路局志》载为2324千米[5]，时效至2000年的《广铁集团志》载为2269.3千米[6]。由于武局南端分界在2020年末为1337.6千米[7]，广铁管内线路自2000年至今未经较大改线，为931.7千米[6]，相加仍同广铁记载2269.3千米，故取广铁集团记载。
2. ↑  彼时长江大桥还在勘测建造中，因此北段线路仍称京汉铁路。
3. ↑  1958年至1963年，武汉铁路分局曾独立为武汉铁路局。
4. ↑  长沙—株洲区间亦有往东沪昆方向的动车组列车开行
5. ↑  坪石站、罗家渡站、土岭站、张滩站、乐昌站、安口站、黄岗站、韶关直通场等9站
6. ↑  该线路至今仅剩路基遗存，然武汉局未将此线路删除。

## 引用
1. ↑  GB/T25344-2010 中华人民共和国铁路线路名称代码（2010年），第5页
2. 1 2  广州市志 交通邮电（2004年），第629页
3. 1 2  武汉铁路分局志(1893-1990)（1998年），第70页
4. 1 2  郑州铁路局志(1893-1991)（1998年），第133页
5. 1 2  北京铁路局志(1881-1987)（1995年），第102页
6. 1 2 3 4  广铁集团志（2002年），第51页
7. ↑  中国铁路武汉局集团有限公司年鉴（2021年），第91页
8. ↑  「十五」铁路建设「八纵八横」项目（2001年）
9. ↑  北京铁路局志(1881-1987)（1995年），第133页
10. 1 2 3  . 2013-11-29  [2019-08-01]. （原始内容存档于2019-08-01）.
11. ↑  郑州铁路局志(1893-1991)（1998年），第103页
12. ↑  北京铁路局志(1881-1987)（1995年），第139-141页
13. 1 2  . 新华社 (中华人民共和国中央人民政府). 2007-04-12  [2022-07-22]. （原始内容存档于2016-10-31）.
14. ↑  郑州铁路局志(1893-1991)（1998年），第139-141页
15. ↑  郑州铁路局志(1893-1991)（1998年），第141页
16. 1 2 3  支那經濟全書 (第五輯)（1908年），第507页
17. 1 2  支那の鐡道建設と航空路の現狀（1940年），第14页
18. ↑  湖南省标准地图铁路交通版（2023年）
19. ↑  湖南省标准地图自然地理版（2023年）
20. 1 2 3  广铁集团志（2002年），第61-62页
21. ↑  南京政府治下の支那鐵路（1931年），第120页
22. ↑  广铁集团志（2002年），第130-131页
23. ↑  广东省地图地势版（2022年）
24. ↑  广东省地图铁路版（2023年）
25. 1 2  支那之鐵道（1937年），第185页
26. 1 2  京广线旅客列车提速方案可行性研究（1998年）
27. ↑  广铁集团内京广线提速运输组织浅析（2001年）
28. 1 2  .   [2009-05-12]. （原始内容存档于2006-07-17）.
29. ↑  武汉铁路分局志(1893-1990)（1998年），第70−71页
30. 1 2  江岸车站志（1998年），第1页
31. ↑  武汉铁路分局志(1893-1990)（1998年），第60−61页
32. ↑  北京铁路局志(1881-1987)（1995年），第103页
33. ↑  武汉铁路分局志(1893-1990)（1998年），第71−72页
34. ↑  . 楚天都市报. 2019-03-10  [2019-09-16]. （原始内容存档于2019-06-13）.
35. ↑  . 经济日报. 2012-12-26  [2018-09-24]. （原始内容存档于2020-04-05）.
36. ↑  北京铁路局志(1881-1987)（1995年），第106-107页
37. ↑  武汉铁路分局志(1893-1990)（1998年），第73页
38. 1 2  北京铁路局志(1881-1987)（1995年），第107-108页
39. 1 2 3  武汉铁路分局志(1893-1990)（1998年），第73−74页
40. ↑  郑州铁路局志(1893-1991)（1998年），第139-144页
41. 1 2  郑州铁路局志(1893-1991)（1998年），第278-279页
42. 1 2  郑州铁路局志(1893-1991)（1998年），第142页
43. ↑  武汉铁路分局志(1893-1990)（1998年），第74页
44. 1 2 3 4 5  广铁集团志（2002年），第63-65页
45. ↑  上海铁路志（1999年），第654页
46. 1 2 3  广铁集团志（2002年），第65页
47. ↑  广铁集团志（2002年），第130页
48. ↑  . 人民日报. 1988-12-17: 1.
49. ↑  . 光明日报. 1998-08-09  [2015-02-11]. （原始内容存档于2015-02-11）.
50. 1 2 3 4 5  广州年鉴（2002年），第174页
51. 1 2  .   [2009-05-12]. （原始内容存档于2024-02-22）.
52. 1 2 3  广铁集团志（2002年），第66页
53. 1 2  武汉年鉴（1993年），第286页
54. ↑  江岸车站志（1998年），第5页
55. 1 2 3 4  北京铁路局志(1988-2004)（2006年），第66-67页
56. ↑  北京铁路局志(1988-2004)（2006年），第171页
57. ↑  广州年鉴（1999年），第189页
58. ↑  . 广州日报. 2002-01-01  [2015-10-17]. （原始内容存档于2020-08-03）.
59. 1 2  武汉铁路局年鉴（2008年），第26页
60. ↑  武汉铁路局年鉴（2006年），第27页
61. ↑  武汉铁路局年鉴（2008年），第23页
62. ↑  .   [2009-05-12]. （原始内容存档于2016-03-24）.
63. ↑  . 北京出版社. 2018-01. ISBN 978-7-200-14195-5.
64. ↑  . 汉网 (新浪网). 2007-04-14  [2022-07-22]. （原始内容存档于2022-08-05）.
65. ↑  . 星辰在线-长沙晚报 (搜狐网). 2007-04-12  [2022-07-22]. （原始内容存档于2022-07-22）.
66. ↑  戴辉; 周静; 郭金富. . 楚天金报. 2007-04-20  [2024-01-12]. （原始内容存档于2024-01-12）.
67. ↑  京广线广东境内因暴雨中断 （页面存档备份，存于），亚太日报，2013年8月19日
68. ↑  . 燕赵晚报. 2014-12-22  [2015-01-26]. （原始内容存档于2016-03-04）.
69. ↑  . 人民铁道. 2019-10-24  [2019-10-26]. （原始内容存档于2021-01-02）.
70. ↑  .   [2009-09-09]. （原始内容存档于2012-07-11）.
71. ↑  . 华声在线. 中国日报.   [2023-08-28]. （原始内容存档于2023-08-28）.
72. ↑  . 岳阳市人民政府. 2022-03-21  [2024-02-24]. （原始内容存档于2024-02-24）.
73. ↑  . 燕赵晚报. 2014-12-22  [2015-01-26]. （原始内容存档于2016-03-04）.
74. ↑  吴光艳. . 燕赵晚报. 2012-12-13  [2014-05-04]. （原始内容存档于2014-05-04）.
75. ↑  . 石家庄市人民政府. 石家庄新闻网.   [2024-02-21]. （原始内容存档于2024-02-21）.
76. ↑  武汉市志 城市建设志（1998年），第138页
77. ↑  武汉市志(1980-2000) 总类志（2006年），第385页
78. ↑  武汉年鉴（2000年），第大事记页
79. ↑  
. 长江网. 2010-12-31  [2020-02-24]. （原始内容存档于2020-02-24）.
80. ↑  . 楚天都市报. 2021-04-14  [2021-04-17]. （原始内容存档于2021-04-18）.
81. ↑  长沙市志 交通邮电卷（1998年），第19页
82. ↑  长沙市志 交通邮电卷（1998年），第20页
83. ↑  谢功梅; 陈卫锋. . 红网. 2007-07-03  [2016-09-21]. （原始内容存档于2018-07-25）.
84. ↑  . 长沙晚报. 2012-05-30  [2017-11-26]. （原始内容存档于2017-12-01）.
85. ↑  广州市志 交通邮电（2004年），第615页
86. ↑  梁伯祥. . 广州文史网.   [2018-12-11]. （原始内容存档于2019-08-18）.
87. ↑  黄庆. . 广州日报. 2023-10-11  [2023-10-11]. （原始内容存档于2023-10-11）.
88. ↑  马国福. . 大河网. 《河南法制报》. 2009-07-13. （原始内容存档于2020-07-03） （中文）.
89. ↑  . 中国青年报. 2007-08-29  [2024-02-24]. （原始内容存档于2024-02-24）.
90. ↑  冰雪赤诚——哈尔滨铁路局T238／5、236／7次列车迎战冰雪服务旅客纪实 Archive.today的存檔，存档日期2012-12-03. 反腐明鉴网. 2008年11月19日.
91. ↑  晚点72小时 T121破冰回长 Archive.today的存檔，存档日期2012-07-16. 东亚网. 2008年2月1日.
92. ↑  156小时列车返乡记 （页面存档备份，存于）. 城市晚报. 2008年2月1日.
93. ↑  .   [2009-07-02]. （原始内容存档于2009-09-04）.
94. ↑  . www.hkcna.hk.   [2025-03-21].
95. ↑  . 中国新闻网. 2020-03-30  [2020-03-30]. （原始内容存档于2020-12-06）.
96. ↑  孙宏阳. . 北京日报. 2021-07-21  [2021-07-21]. （原始内容存档于2021-07-21）.
97. ↑  人民網. . 中國寧波網. 2021-07-20  [2021-07-20]. （原始内容存档于2021-07-20）.
98. ↑  新華社. . 搜狐網.   [2021-07-21]. （原始内容存档于2021-07-21）.
99. ↑  . 中国经营网. 2021-07-20  [2021-07-20]. （原始内容存档于2021-07-20）.
100. ↑  . 中国铁路. 2021-07-20  [2021-07-20]. （原始内容存档于2021-07-21）.
101. ↑  . 中国铁路. 2021-07-22  [2021-07-22]. （原始内容存档于2021-07-21）.
102. ↑  . 央视新闻客户端. 2021-07-23  [2021-07-23]. （原始内容存档于2021-07-24）.
103. ↑  许佳. . 新安晚报. 2023-08-02. （原始内容存档于2023-08-02） –极目新闻.
104. ↑  湖北省人民政府网. . 澎湃新闻.   [2024-02-21]. （原始内容存档于2024-02-21）.
105. ↑  武汉铁路分局志(1893-1990)（1998年），第540-541页
106. ↑  北京铁路局志(1881-1987)（1995年），第753页
107. 1 2  武汉铁路分局志(1893-1990)（1998年），第541页
108. 1 2  武汉铁路分局志(1893-1990)（1998年），第542页
109. ↑  赵承科; 李林. . 甘肃消防. 1996, (07): 12. ISSN 1671-9778.
110. ↑  . 观察者网.   [2023-11-29]. （原始内容存档于2019-09-09）.
111. ↑  YN. . 哔哩哔哩.   [2023-11-29]. （原始内容存档于2023-11-30） （中文（简体））.
112. ↑  北京型内燃机车牵引扩大编组旅客列车试验简报 & 1984
113. ↑  北京型内燃机车牵引20辆旅客列车试验简报 & 1984

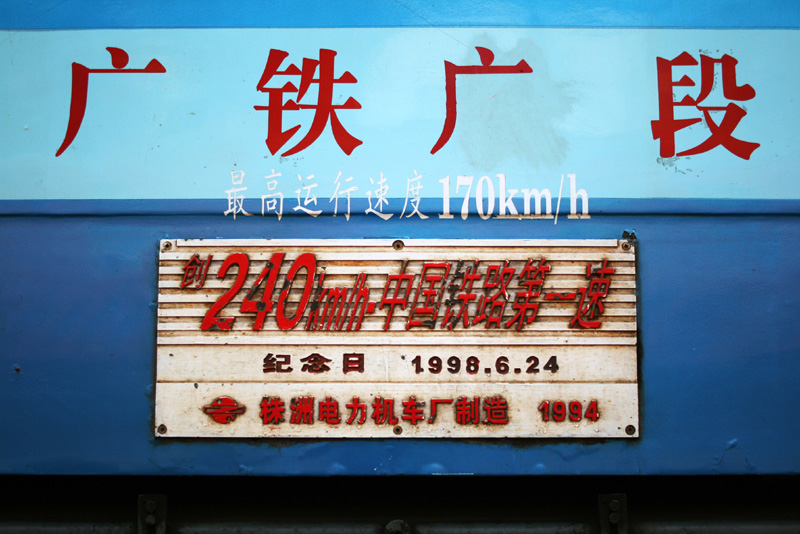
配属广州机务段的SS8-0001上的“中国铁路第一速”铭牌，已於2018年7月5日遭移除。

114. ↑  中国铁路机车第一速——韶山8型电力机车研制、高速试验纪实（1997年）
115. ↑  蒋子聪,李中华. . mp.weixin.qq.com. 中国铁路郑州局集团有限公司.   [2024-02-19]. （原始内容存档于2024-02-19）.
116. ↑  . 机车摇篮. 2018-11-28  [2018-11-28]. （原始内容存档于2018-11-29）.
117. ↑  北京铁路局志(1881-1987)（1995年），第245-253页
118. ↑  北京铁路局志(1881-1987)（1995年），第209页
119. ↑  北京铁路局志(1881-1987)（1995年），第106页
120. ↑  .   [2010-05-07]. （原始内容存档于2020-12-10）.
121. ↑  北京铁路局志(1881-1987)（1995年），第224页
122. ↑  . 石家庄日报 (新浪网). 2010-12-07  [2021-01-09]. （原始内容存档于2021-01-11）.
123. ↑  
. 工控网. 2010-12-10  [2021-01-09]. （原始内容存档于2021-01-11）.
124. ↑  北京铁路局志(1881-1987)（1995年），第287页
125. ↑  . 长城网. 河北日报. 2022-04-09  [2022-04-09]. （原始内容存档于2022-04-09）.
126. ↑  中国铁路工程总公司. . 国务院国有资产监督管理委员会.   [2024-02-19]. （原始内容存档于2024-02-19）.
127. ↑  北京铁路局志(1881-1987)（1995年），第223-224页
128. ↑  北京铁路局志(1881-1987)（1995年），第177-179页
129. ↑  中国交通年鉴（2000年），第9页
130. ↑  北京铁路局志(1881-1987)（1995年），第239-241页
131. ↑  郑州铁路局志(1893-1991)（1998年），第215页
132. 1 2  郑州铁路局志(1893-1991)（1998年），第214页
133. ↑  郑州铁路局志(1893-1991)（1998年），第168页
134. ↑  郑州铁路局志(1893-1991)（1998年），第210页
135. ↑  .   [2014-02-13]. （原始内容存档于2016-03-04）.
136. ↑  郑州铁路局志(1893-1991)（1998年），第236页
137. ↑  .   [2014-06-25]. （原始内容存档于2015-04-03）.
138. ↑  . 交通运输新技术网. 2022-12-20  [2022-12-24]. （原始内容存档于2022-12-25）.
139. ↑  中国铁路武汉局集团有限公司年鉴（2021年），第91-97页
140. ↑  邓文辉、刘毅. . 央广网. 2016-01-19. （原始内容存档于2020-02-01） （中文）.
141. ↑  . 长沙方志网. 2012-10-16  [2018-11-09]. （原始内容存档于2019-05-31）.
142. ↑  广铁集团志（2002年），第80,82页
143. ↑  .   [2008-12-28]. （原始内容存档于2020-10-12）.
144. ↑  广铁集团志（2002年），第76页
145. ↑  常宁市交通运输局. . 常宁市人民政府.   [2024-02-20]. （原始内容存档于2024-02-20）.
146. ↑  广铁集团志（2002年），第96页
147. ↑  广铁集团志（2002年），第137页
148. ↑  韶关市综合交通运输“十四五”发展规划（2021年）
149. ↑  袁莉. . 中央政府门户网站.   [2024-02-20]. （原始内容存档于2024-02-20）.
150. ↑  . news.ifeng.com.   [2018-04-19]. （原始内容存档于2018-04-20）.
151. ↑  .   [2009-04-05]. （原始内容存档于2010-11-23）.
152. ↑  广铁集团志（2002年），第67页